# خورين ليفونيان
خورين ليفونيان (بالأرمنية:Խորեն Լևոնյան) هو ممثل  ومغني أرمني ولد في عام 1983 

## روابط خارجية
- خورين ليفونيان على موقع IMDb (الإنجليزية)
- خورين ليفونيان على موقع قاعدة بيانات الفيلم (الإنجليزية)
- خورين ليفونيان على موقع كينوبويسك (الروسية)